# 沙尔巴克
沙尔巴克（法語：Schalbach，发音：[ʃalbak]）是法国摩泽尔省的一个市镇，属于萨尔堡-萨兰堡区和萨尔堡县（Sarrebourg）。该市镇总面积12.58平方公里，2009年时的人口为297人。

## 人口
沙尔巴克人口变化图示